# Ноля-Вершина
Ноля́-Верши́на (рос. Ноля-Вершина, марій. Нольомучаш) — присілок у складі Медведевського району Марій Ел, Росія. Входить до складу Руемського сільського поселення.

## Населення
Населення — 146 осіб (2010; 139 у 2002).
Національний склад (станом на 2002 рік):
- лучні марійці — 77 %